# Drew Tyler Bell
Drew Tyler Bell (Indiana, 29 januari 1986) is een Amerikaans acteur en danser.
Bell heeft diverse tv-optredens achter de rug. Ook was hij te zien in de televisiefilm Love’s Abiding Joy. Tevens is hij te zien in veel commercials en verscheen hij in de videoclip Tear You Apart van She Wants Revenge.
Bells filmdebuut dateert uit augustus 2003. Hij speelde in de Jeepers Creepers 2, The Seeker: The Dark is Rising en Her Best Move als Josh.
Bell staat ook bekend als een goede tapdanser. Hij heeft hier zelfs een eigen site voor opgericht en hij doet mee met shows.
In Nederland en Vlaanderen is hij het bekendst van zijn rol als Thomas Forrester. Hij speelde de rol van 2004 tot 2005 op contractbasis en daarna op terugkerende basis tot 2009 toen hij opnieuw een contract kreeg tot augustus 2010, daarna werd zijn rol overgenomen door Adam Gregory. 